# Odarslövs församling
Odarslövs församling var en församling i Lunds stift och i Lunds kommun. Församlingen uppgick 1992 i Torns församling.

## Administrativ historik
Församlingen har medeltida ursprung. Namnet skrevs på 1800-talet även Västra Odarslövs församling.
Församlingen utgjorde tidigt ett eget pastorat för att därefter från omkring 1560 till 1 maj 1933 vara annexförsamling i pastoratet Igelösa och Odarslöv. Från 1 maj 1933 till 1962 annexförsamling i pastoratet Örtofta, Lilla Harrie, Igelösa och Odarslöv. Från 1962 till 1992 annexförsamling i pastoratet Vallkärra, Stångby, Västra Hoby, Håstad, Igelösa och Odarslöv. Församlingen uppgick 1992 i Torns församling.

## Kyrkor
- Odarslövs kyrka